# Supremacía aérea
Supremacía aérea es el estado de control aéreo más favorable que existe dentro de los tres que definen la OTAN y el Departamento de Defensa de los Estados Unidos. La definición concreta que ambos ofrecen es «ese grado de superioridad en el que la fuerza aérea enemiga es incapaz de hacer cualquier interferencia efectiva».
La supremacía aérea es el grado más alto de control aéreo. El siguiente es superioridad aérea, en el cual la situación propia es más ventajosa que la del oponente. Por último, igualdad aérea sería el nivel más bajo de control, en el cual únicamente se dominaría la zona en la que están las tropas del ejército propio.
Tras la Primera Guerra Mundial, la primera en la que la aviación jugó un papel importante, muchos especialistas consideraron la importancia de la supremacía aérea. El general Giulio Douhet, en uno de sus libros, hacía referencia a ello. Así, al comienzo de la Segunda Guerra Mundial los principales combatientes tuvieron en cuenta la capital importancia del control aéreo.
En la actualidad, la supremacía aérea es la clave de los conflictos en los que participan los Estados Unidos. En un primer momento se hacen bombardeos selectivos en centros de abastecimiento y baterías terrestres, para tomar el control aéreo de la zona y así pues allanar el camino a las tropas de tierra.
- Datos: Q539705